# Mi.com.co
mi.com.co es una empresa colombiana de la industria de la Internet dedicada al registro de dominios, alojamiento web y correo corporativo. Nació en febrero de 2010 en Bogotá. Es el primer registrador oficial de dominios web en Colombia. 

## Historia
mi.com.co nació en febrero de 2010 como el primer registrador oficial de dominios web para Colombia, luego de que la Universidad de los Andes le cediera dicha administración al Ministerio de Tecnologías de la Información y Comunicaciones, y este a su vez lo descentralizara. En sus inicios, la empresa se enfocó en el registro de dominios (.com - .co - .com.co - entre otros). Sin embargo, con el tiempo la empresa fue diversificando sus servicios y actividades. 
En 2013 se lanzó el alojamiento web, así como el taller «Internet 101: rompiendo los mitos del internet», donde comenzaron a visitar diferentes universidades, entidades y foros a nivel local en Bogotá, con el fin de fomentar el emprendimiento digital. En 2016, mi.com.co se convirtió en pionera con la creación del primer correo corporativo colombiano.
Hacia 2018 se agregó el constructor Weebly. En el mismo año, el taller Internet 101 empezó a llegar a diferentes ciudades y rincones de Colombia. En 2019, la empresa lanzó el servicio de soporte básico y avanzado, que da tutoriales sobre la administración del dominio, el alojamiento web y el correo electrónico empresarial, así como asistencia especializada atendida por un equipo de ingenieros. 

## Actualidad
En la actualidad, mi.com.co cuenta con más de 33 000 usuarios de correo, más de 79 000 dominios registrados activos, y un equipo de 33 colaboradores.